# Manvendra Singh Gohil
Le prince Manvendra Singh Gohil (né le 23 septembre 1965) est un prince indien qui est le fils et probablement l'héritier du maharaja de Rajpipla au Gujarat. Il est le premier prince ouvertement gay du monde. Il dirige une organisation caritative, The Lakshya Trust, qui travaille avec la communauté LGBT.
Manvendra Singh Gohil fait son coming out lors d'un entretien avec un journaliste, publié en 2006,,,.